# Alcazar (architecture)
Pour les articles homonymes, voir Alcazar.

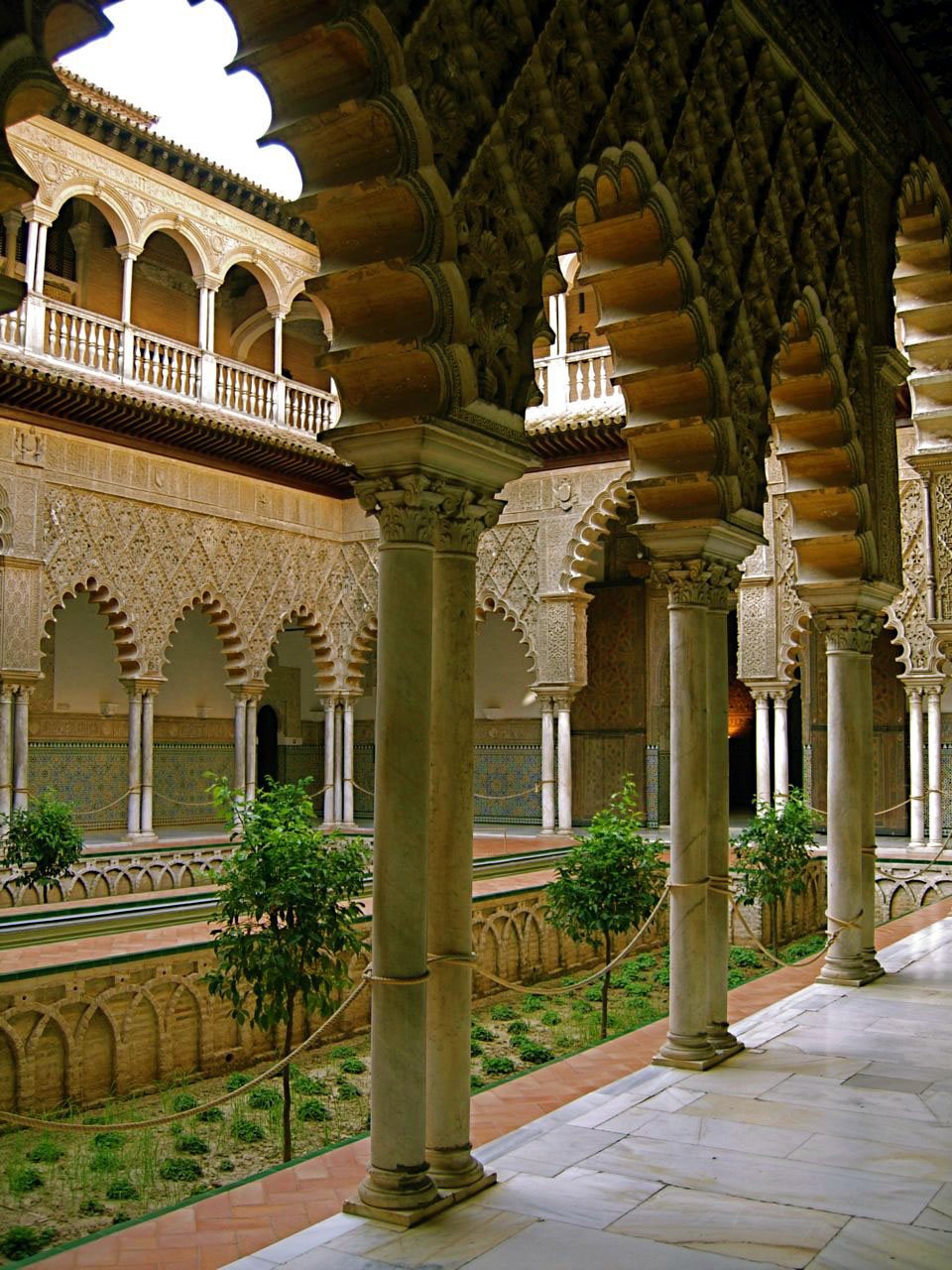
L'alcazar de Séville.

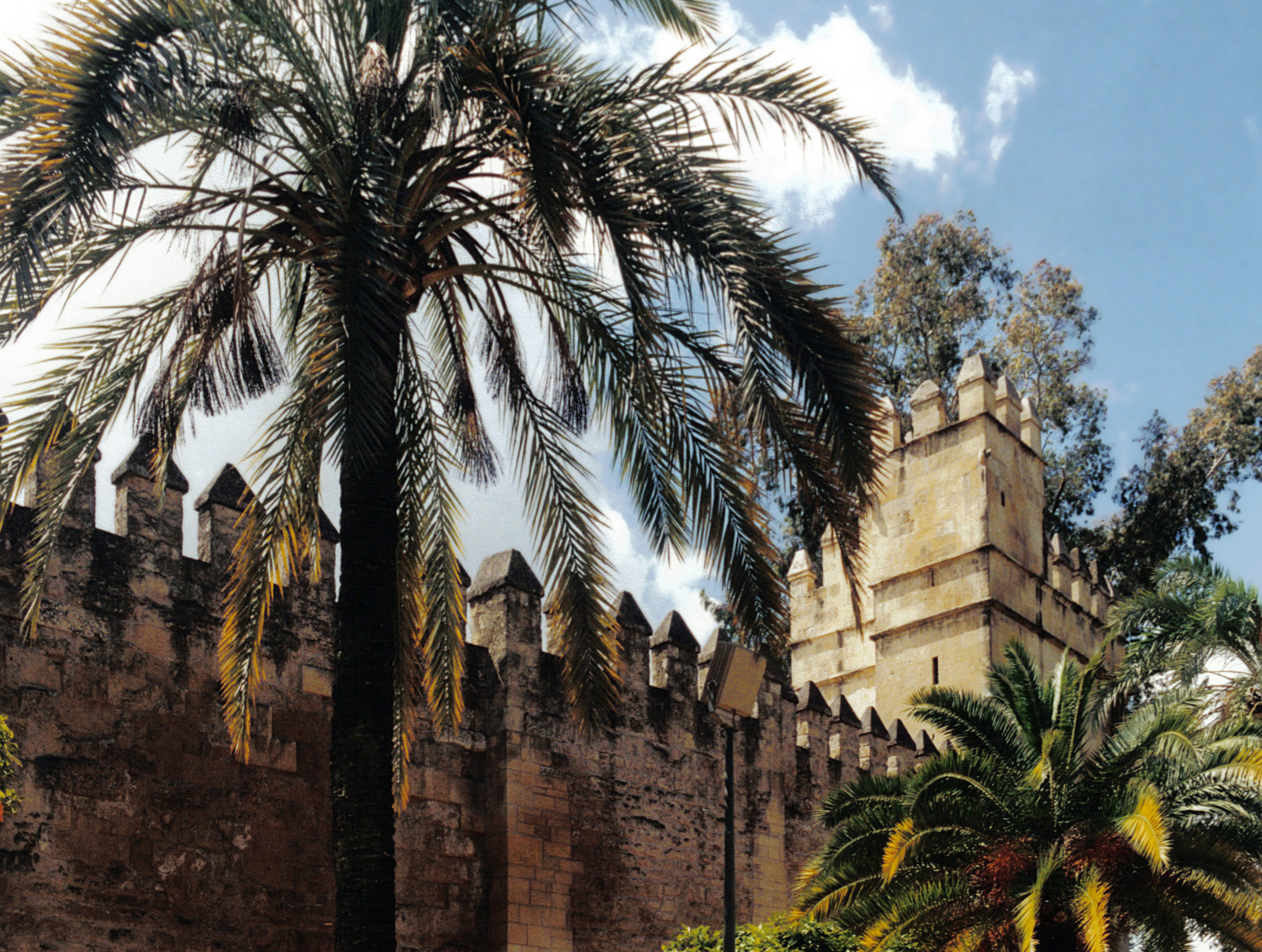
Alcazar mudéjar d'Alphonse XI à Cordoue.

Un alcazar est un palais fortifié alliant des qualités militaires et d'agrément tels que les firent construire les souverains musulmans en al-Andalus. Ces palais furent adoptés par les souverains chrétiens après la Reconquista.
Les villes espagnoles de Jerez de la Frontera, Madrid, Ségovie, Séville, Tolède, et Cordoue entre autres possèdent un alcazar.

## Étymologie
Le mot « alcazar » signifiant palais, forteresse, présent dans les dictionnaires de langue française,, est d'origine espagnole (où il a la forme alcázar) ; le mot espagnol est lui-même issu de l'arabe, et date de l'époque d'Al-Andalus (avant la Reconquista) : القصر (alqasr, « forteresse », « palais »). Ce mot arabe — qui a aussi donné le mot ksar — provient lui-même du latin castrum (« fort » ou « place forte »).

## Implantations
- L’alcazar de Jerez de la Frontera
- L’alcazar d’Àvila
- L’alcazar des rois chrétiens de Cordoue
- L’alcazar de Montillas[Quoi ?]
- L’alcazar de Palma
- L’alcazar de Porcuna
- L’alcazar de Ségovie
- L’alcazar de Séville
- L’alcazar de Tolède
- L’alcazar de Valldemossa
- L’alcazar de Zafra
- Le palais de l'Aljaferia (l’alcazar de Saragosse)
- L’alcazar de Colomb, Saint Domingue, République dominicaine

## Dans la culture
Le mot alcazar a donné son nom au général Alcazar, personnage des Aventures de Tintin créé par Hergé.